# Marija Kobi
Marija Kobi (Jambrek), slovenska kostumografinja, * 16. december 1929, Ljubljana, † 19. julij 2010, Ljubljana.
Leta 1953 je diplomirala na Akademiji za uporabno umetnost v Beogradu. Sprva je bila zaposlena v Jugoslovanskem dramskem gledališču v Beogradu, od 1957 pa na Televiziji Ljubljana. Ustvarila je kostume za številne televizijske balete, opere, drame in nadaljevanke. 